# 1924 na arte

## Eventos
- Publicação do primeiro manifesto do Surrealismo, por André Breton.

## Nascimentos
| Data           | Nome                 | Profissão                                              | Nacionalidade  | Observações | Ref |
| -------------- | -------------------- | ------------------------------------------------------ | -------------- | ----------- | --- |
| 30 de janeiro  | Jaime Caetano Braun  | pajador, poeta e radialista                            | Brasil         | m. 1999     |     |
| 21 de março    | Jaime Isidoro        | pintor                                                 | Portugal       | m. 2009     |     |
| 10 de abril    | Kenneth Noland       | pintor                                                 | Estados Unidos | m. 2010     |     |
| 11 de abril    | Fernando Fernandes   | escultor                                               | Portugal       | m. 1992     |     |
| 31 de julho    | Abelardo da Hora     | artista plástico e escultor                            | Brasil         |             |     |
| 4 de agosto    | Gino Hollander       | pintor                                                 | Estados Unidos |             |     |
| 14 de setembro | Manabu Mabe          | pintor, desenhista e tapeceiro                         | Japão / Brasil | m. 1997     |     |
| 15 de setembro | Lucebert             | artista plástico e poeta                               | Países Baixos  | m. 1994     |     |
| 3 de outubro   | Harvey Kurtzman      | cartunista                                             | Estados Unidos | m. 1993     |     |
| 14 de novembro | Jenner Augusto       | pintor                                                 | Brasil         | m. 2003     |     |
| 24 de dezembro | Maria Luísa Amarante | pintora                                                | Portugal       |             |     |
| ??             | Darel Valença Lins   | gravurista, pintor, desenhista, ilustrador e professor | Brasil         |             |     |
| ??             | Abelardo da Hora     | escultor, pintor, desenhista, gravurista e ceramista   | Brasil         |             |     |
| ??             | Luís Sacilotto       | pintor, desenhista e escultor                          | Brasil         | m. 2003     |     |
| ??             | Roberto Sambonet     | designer, arquiteto e pintor                           | Itália         | m. 1995     |     |
| ??             | José Corbiniano Lins | pintor e escultor                                      | Brasil         |             |     |
| ??             | Izrael Szajnbrum     | desenhista, gravador, escultor e arquiteto             | Polónia        |             |     |
| ??             | Alice Jorge          | pintora, gravadora e ceramista                         | Portugal       | m. 2008     |     |

## Mortes
| Data       | Nome                      | Profissão                              | Nacionalidade   | Observações     | Ref |
| ---------- | ------------------------- | -------------------------------------- | --------------- | --------------- | --- |
| 3 de abril | Franz von Bayros          | artista comercial, ilustrador e pintor | Áustria-Hungria | n. 1866         |     |
| 3 de maio  | Roman Klein               | arquitecto                             | Império Russo   | n. 1858         |     |
| ??         | Henri Jules Jean Geoffroy | pintor                                 | França          | n. 1850 ou 1853 |     |
| ??         | Antoni Piotrovskii        | pintor                                 | Polónia         | n. 1853         |     |